# Schultheiss von Bern

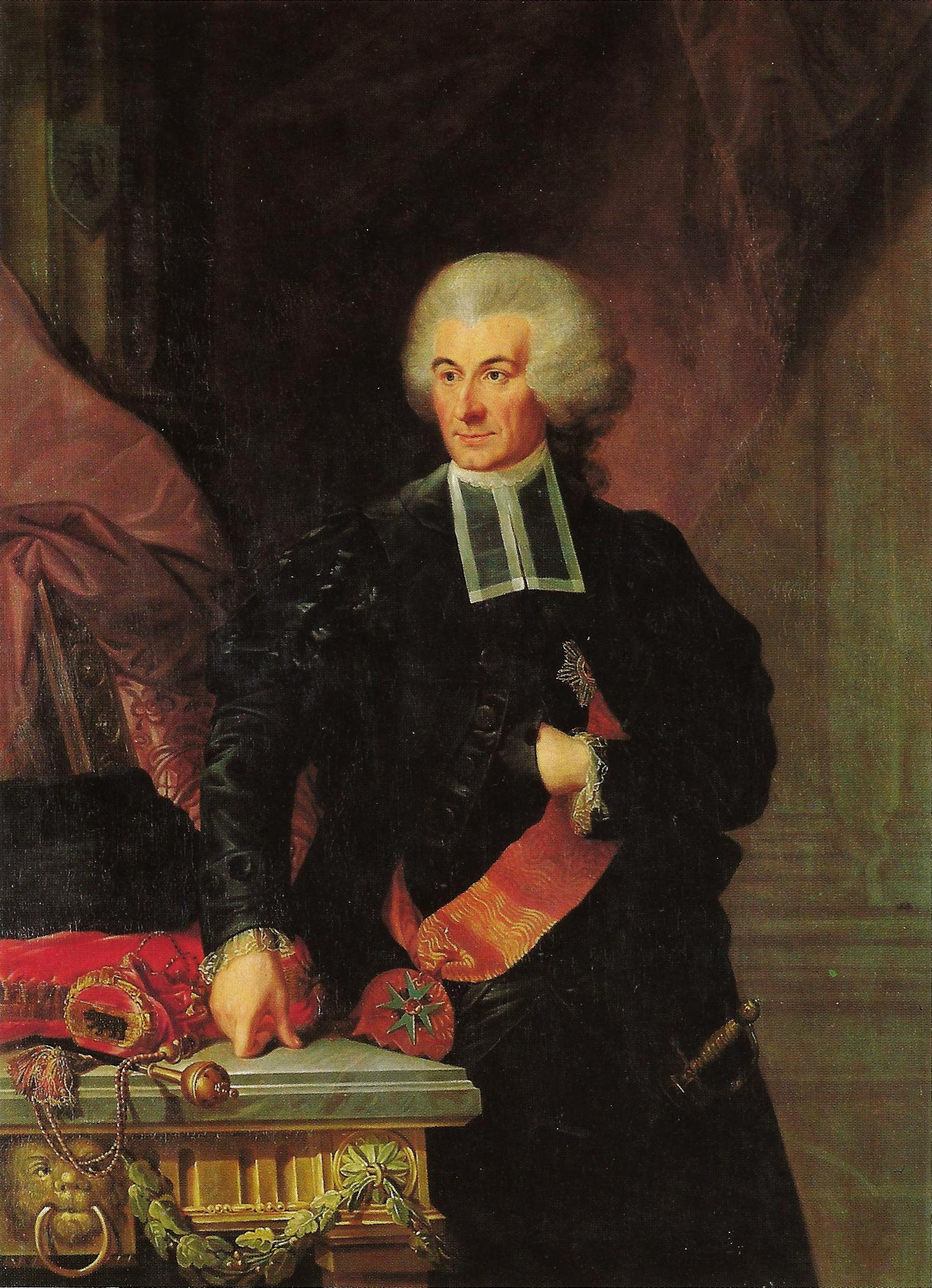
Niklaus Friedrich von Steiger, letzter Schultheiss der alten Stadt und Republik Bern.

Der Schultheiss von Bern war bis 1798 das Oberhaupt der Reichsstadt Bern, später der Stadt und Republik Bern, von 1803 bis 1831 der neuen Republik Bern und schliesslich von 1831 bis 1846 der Präsident des bernischen Regierungsrates.

## Geschichte

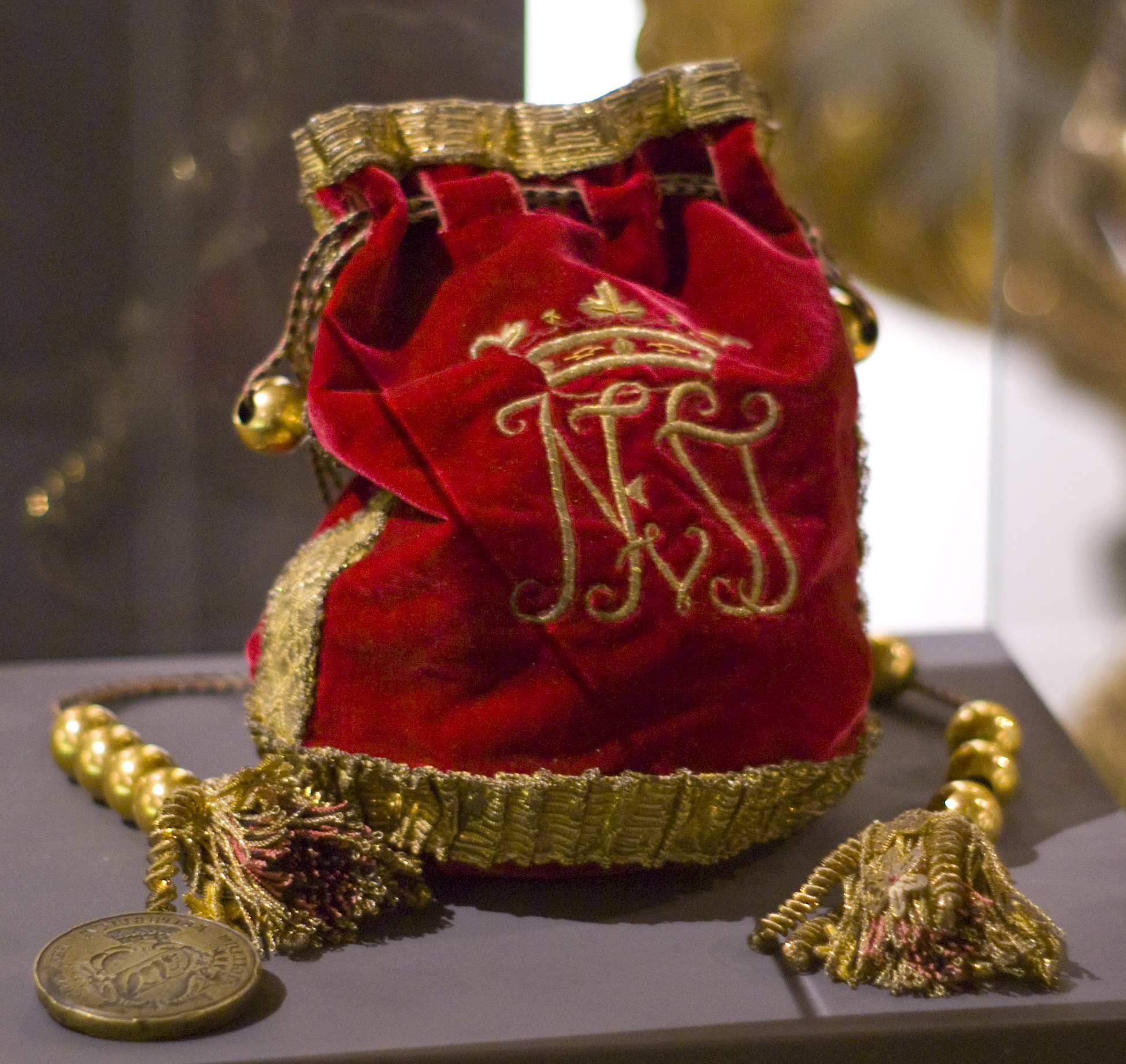
Kleines Bronzesiegel (von Johann Kaspar Mörikofer) und Siegelbeutel des Niklaus Friedrich von Steiger.

Die Stadt hatte in ihren Anfängen Stadtrecht nach dem Vorbild der Stadt Freiburg im Breisgau. Der Stadtherr setzte als Stellvertreter einen Schultheissen (scultetus, causidicus) ein. Eine Urkunde von 1223 nennt mit Rodolfus de Crohtal […] causidicus erstmals einen bernischen Schultheissen. Nach dem Tod Berchtolds V. im Jahr 1218 fiel die Stadt Bern, weil auf Königsland errichtet, dem König anheim. Von nun an setzte der römisch-deutsche König den Schultheissen oder Reichsvogt ein, später möglicherweise auch Peter von Savoyen, der Schirmherr (defensor) Berns. Mit der 1218 datierten, möglicherweise aber erst später ausgefertigten Goldenen Handfeste erhielt der bernische Rat das Recht, den Schultheissen aus seiner Mitte zu wählen. Es ist jedoch davon auszugehen, dass Bern im 13. Jahrhundert um dieses Recht zu ringen hatte. Noch 1244 und 1255 werden Reichsvögte und Reichsdelegierte in den Quellen erwähnt. Eine Wahl des Schultheissen durch den Rat (mit Bestätigung durch den König) dürfte sich erst in der zweiten Hälfte des 13. Jahrhunderts durchgesetzt haben.
1293 bestätigte König Adolf in Zürich die Goldene Handfeste, gewährte den Bernern das Recht, während einer Reichsvakanz selber einen Schultheissen zu wählen und sah ihnen in einer zweiten Urkunde alles nach, was sie sich während der letzten Reichsvakanz (Juli 1291 bis Mai 1293) an Rechten angeeignet hatten. Damit lag die Wahl des Schultheissen endgültig in der Hand der Stadt. Mit der Verfassungsänderung von 1294 wurde ein Grosser Rat geschaffen. Um 1300 sind die Berner so selbstbewusst, dass sie sich nicht mehr als Königs-, sondern als Reichsstadt sehen, indem sie zwischen dem Reich und der Person des jeweiligen Herrschers (König, Kaiser) klar unterscheiden. Bis 1533 wurde der Schultheiss jährlich neu gewählt, von 1533 bis 1585 für jeweils zwei Jahre und von 1585 bis 1798 bis auf Widerruf alternierend mit dem Altschultheissen.
Nach der Helvetik oblag die Wahl des Schultheissen bis 1831 wiederum dem Grossen Rat. Von 1831 bis 1846 war der Schultheiss Vorsitzender des Regierungsrates. Seit 1846 heissen die Vorsitzenden des Regierungsrates Präsident oder Präsidentin.

## Schultheissen von Bern

### Bis 1293
Die Präposition «von» kann blosse Herkunftsbezeichnung sein und sagt daher nichts eindeutiges über die ständische Stellung einer Person aus. 1783 wird allen Burgern der Stadt Bern Adelsqualität zugestanden und erlaubt, den Adelspartikel «von» zu führen. Der Begriff Patrizier wird in der bernischen Verwaltung erst ab 1651 verwendet.
Zum Stand siehe: Patriziat (Bern).
| Wappen | Reichsvogt und -delegierte                      | Stand          | von  | bis | Bemerkungen                                                               |
| ------ | ----------------------------------------------- | -------------- | ---- | --- | ------------------------------------------------------------------------- |
|        | Theto von Ravensburg                            | Adel           | 1223 |     | iudex domini imperatoris delegatus                                        |
|        | Aymon I. von Montenach (erw. 1178/1192; † 1239) | Adel, Freiherr |      |     | Herr von Belp und Montenach, Schultheiss von Payerne; ⚭ Gepa von Wolhusen |
|        | Johann von Strättligen                          | Adel, Freiherr |      |     |                                                                           |
|        | Berchtold Bogner                                | Adel, Ritter   | 1244 |     | officialem Domini Regis apud Berno                                        |
|        | Ulrich von Wippingen                            | Adel           | 1255 |     | advocatus                                                                 |

| Wappen | Schultheiss                           | Stand          | von  | bis  | Bemerkungen                                                                                                   |
| ------ | ------------------------------------- | -------------- | ---- | ---- | --- |
|        | Rudolf von Krauchthal                 | Adel           | 1223 | 1224 | causidicus; eine Verwandtschaft zum Notabelngeschlecht von Krauchthal lässt sich nicht nachweisen             |
|        | Walter von Wädenswil                  | Adel, Freiherr | 1223 |      | unsicher |
|        | Cuno von Sumiswald                    | Adel           | 1225 |      | |
|        | Cuno von Jegenstorf                   | Adel           | 1225 | 1226 | seine Familie wird ab etwa 1230 als Nobiles bezeichnet                                                        |
|        | Berthold Piscator (Fischer)           | Notabel        | 1227 |      | |
|        | Peter I. Bubenberg                    | Adel           | 1235 | 1241 | |
|        | Jacob von Grasburg                    | Adel           | 1239 |      | |
|        | Wilhelm von Boll                      | Adel           | 1240 |      | |
|        | Peter von Buchegg                     | Adel, Graf     | 1253 |      | |
|        | Burkard II. von Egerdon               | Adel           | 1256 |      | erwähnt 1256, 1257 und 1265                                                                                   |
|        | Heinrich I. von Bubenberg             | Adel           | 1257 | 1263 | Sohn von Peter I.                                                                                             |
|        | Burkard II. von Egerdon               | Adel           | 1265 |      | |
|        | Heinrich von Bubenberg (Heinrich I.?) | Adel           | 1266 |      | |
|        | Konrad II. von Bubenberg              | Adel           | 1268 |      | Sohn von Peter I.; der Notabel Burkhard von Belpberg übernahm 1268 seine Stellvertretung vor dem Stadtgericht |
|        | Kuno I. von Bubenberg                 | Adel           | 1269 | 1271 | ? |
|        | Werner II. von Kien                   | Adel, Freiherr | 1271 | 1271 | |
|        | Peter von Kramburg                    | Adel, Freiherr | 1272 | 1279 | |
|        | Niklaus von Münsingen                 | Adel           | 1283 | 1284 | ist ab 1257 erwähnt                                                                                           |
|        | Ulrich I. von Bubenberg               | Adel           | 1284 | 1293 | Sohn von Peter I.                                                                                             |

### 1293 bis 1798
| Bild/Wappen | Schultheiss                                      | Stand               | Gesellschaft            | von  | bis  | Bemerkungen |
| ----------- | ------------------------------------------------ | ------------------- | ----------------------- | ---- | ---- | --- |
|             | Jakob von Kienberg                               | Adel                |                         | 1293 | 1298 | Herr zu Kienberg, wurde 1298 als Schultheiss entmachtet |
|             | Kuno Münzer                                      | Notabel             |                         | 1298 | 1302 | |
|             | Lorenz Münzer                                    | Notabel             |                         | 1302 | 1319 | Nachfolger seines verstorbenen Vaters; mit etwa 20 Jahren bei seiner Wahl einer der jüngsten Schultheissen überhaupt                                         |
|             | Johann II. von Bubenberg                         | Adel                |                         | 1319 | 1350 | Sohn von Ulrich I. |
|             | Berchtold von Rümligen                           | Adel                |                         | 1320 | 1321 | |
|             | Peter von Egerdon                                | Adel                |                         | 1322 | 1323 | |
|             | Johann I. d. Ä. von Bubenberg                    | Adel                |                         | 1323 | 1327 | Vetter von Johann II. |
|             | Johann von Kramburg                              | Adel, Freiherr      |                         | 1328 | 1333 | Herr zu Kramburg |
|             | Philipp von Kien                                 | Adel                |                         | 1334 | 1338 | |
|             | Peter von Balm                                   | Notabel             |                         | 1350 | 1362 | Sohn des Grossrats Jakob von Balm |
|             | Konrad (II.) vom Holz, genannt von Schwarzenburg | Notabel             |                         | 1352 | 1364 | Sohn des Grossrats Konrad (I.) vom Holz |
|             | Peter (III.) von Seedorf                         | Notabel             |                         | 1354 | 1355 | |
|             | Peter (IV.) der Jüngere von Krauchthal           | Adel                |                         | 1355 | 1364 | |
|             | Kuno (Konrad) von Seedorf                        | Notabel             |                         | 1358 | 1382 | Bruder von Peter (III.) von Seedorf |
|             | Peter Schwab                                     | Notabel             |                         | 1362 | 1363 | Herr zu Rümligen |
|             | Johann III. d. J. von Bubenberg                  | Adel                |                         | 1364 | 1367 | Sohn von Johann II. |
|             | Ulrich von Bubenberg                             | Adel                |                         | 1367 | 1381 | Sohn von Johann II. |
|             | Jakob von Seftigen (II.)                         | Adel                |                         | 1382 | 1383 | |
|             | Otto von Bubenberg                               | Adel                |                         | 1383 | 1393 | Sohn von Johann II. |
|             | Ludwig von Seftigen                              | Adel                |                         | 1393 | 1407 | Mitherr zu Oberhofen. Besiegelte am 28. August 1406 den Kauf der Landgrafschaft Burgund von den Grafen Egon II. und dessen Onkel Berchtold I. von Neu-Kyburg |
|             | Petermann von Krauchthal                         | Adel                |                         | 1407 | 1418 | Herr zu Konolfingen |
|             | Rudolf Hofmeister                                | Notabel             |                         | 1418 | 1446 | besiegelte 1432 den Kauf der Herrschaft Aarwangen von Wilhelm von Grünenberg                                                                                 |
|             | Ulrich von Erlach                                | Adel                |                         | 1446 | 1456 | Herr zu Wyl und Jegenstorf |
|             | Heinrich IV. von Bubenberg                       | Adel                | Distelzwang             | 1447 | 1463 | Freiherr zu Spiez |
|             | Rudolf von Ringoltingen                          | Notabel, geadelt    |                         | 1448 | 1455 | Herr zu Landshut |
|             | Kaspar vom Stein                                 | Adel                | Distelzwang             | 1457 | 1463 | Herr zu Münsingen |
|             | Thüring von Ringoltingen                         | Notabel, geadelt    |                         | 1458 | 1468 | Herr zu Landshut |
|             | Niklaus von Scharnachthal                        | Adel                |                         | 1463 | 1476 | Herr zu Oberhofen |
|             | Niklaus von Diesbach                             | Notabel, geadelt    |                         | 1465 | 1475 | Herr zu Signau, Diessbach und Worb |
|             | Adrian von Bubenberg                             | Adel                | Distelzwang/Mittellöwen | 1468 | 1479 | Freiherr zu Spiez |
|             | Peter Kistler                                    | Notabel             | Metzgern/Distelzwang    | 1470 | 1471 | Herr zu Goldbach |
|             | Petermann von Wabern                             | Notabel             | Mittellöwen             | 1470 | 1477 | Freiherr zu Belp |
|             | Rudolf von Erlach                                | Adel                | Distelzwang             | 1479 | 1507 | Herr zu Jegenstorf, Wil, Erlach und Bümpliz |
|             | Wilhelm von Diesbach                             | Notabel, geadelt    |                         | 1481 | 1517 | Herr zu Diessbach und Signau |
|             | Heinrich Matter                                  | Notabel, Ritter     | Mittellöwen             | 1495 | 1498 | |
|             | Hans Rudolf von Scharnachthal                    | Adel                | Distelzwang             | 1507 | 1512 | Herr zu Oberhofen |
|             | Jakob von Wattenwyl                              | Notabel             | Pfistern                | 1512 | 1525 | |
|             | Johann von Erlach                                | Adel                |                         | 1519 | 1539 | Freiherr zu Spiez und Riggisberg, Herr zu Jegenstorf und Hindelbank                                                                                          |
|             | Sebastian von Diesbach                           | Notabel, geadelt    |                         | 1529 | 1531 | |
|             | Hans Jakob von Wattenwyl                         | Notabel             | Pfistern                | 1533 | 1540 | Herr zu Colombier |
|             | Hans Franz Nägeli                                | Notabel             | Schmieden               | 1540 | 1568 | Herr zu Münsingen und Bremgarten |
|             | Hans Steiger                                     | Notabel, geadelt    | Ober-Gerwern            | 1562 | 1580 | Freiherr zu Rolle, Herr zu Münsingen |
|             | Beat Ludwig von Mülinen                          | Adel                |                         | 1568 | 1590 | |
|             | Johann von Wattenwyl                             | Notabel             | Pfistern                | 1582 | 1589 | 1589 entsetzt |
|             | Abraham von Graffenried                          | Notabel             | Pfistern                | 1590 | 1598 | |
|             | Hans Rudolf Sager                                | Notabel             |                         | 1597 | 1621 | |
|             | Albrecht Manuel                                  | Notabel, geadelt    | Ober-Gerwern            | 1600 | 1631 | Herr zu Cronay |
|             | Anton von Graffenried (I.)                       | Notabel             | Pfistern                | 1623 | 1628 | |
|             | Franz Ludwig von Erlach                          | Adel                |                         | 1629 | 1651 | Freiherr zu Spiez |
|             | Glado Weyermann                                  | Notabel             | Mittellöwen             | 1663 | 1635 | |
|             | Niklaus Dachselhofer                             | Notabel             | Ober-Gerwern            | 1636 | 1637 | |
|             | Anton von Graffenried (II.)                      | Patrizier           | Pfistern                | 1651 | 1674 | Herr zu Carouge und Corcelles |
|             | Samuel Frisching                                 | Patrizier           | Metzgern                | 1668 | 1683 | |
|             | Sigmund von Erlach                               | Adel                | Schmieden               | 1675 | 1699 | Freiherr zu Spiez |
|             | Johann Anton Kirchberger                         | Patrizier           |                         | 1684 | 1696 | Herr zu Bremgarten |
|             | Johann Rudolf Sinner                             | Patrizier, Freiherr | Mittellöwen             | 1696 | 1707 | In den erblichen Freiherrenstand erhoben. |
|             | Emanuel von Graffenried                          | Patrizier           | Pfistern                | 1700 | 1714 | Herr zu Bellerive und Vallamand |
|             | Johann Friedrich Willading                       | Patrizier, geadelt  | Metzgern                |      |      | Herr zu Mattstetten und Urtenen |
|             | Samuel Frisching                                 | Patrizier           | Metzgern                | 1715 | 1721 | Herr zu Rümligen |
|             | Christoph Steiger (I.)                           | Patrizier, Freiherr | Ober-Gerwern            | 1718 | 1731 | Theologe; in den Reichsfreiherrenstand erhoben |
|             | Hieronymus von Erlach                            | Adel, Reichsgraf    | Distelzwang             | 1721 | 1746 | Herr zu Hindelbank, Thunstetten, Bäriswil, Seedorf, Mattstetten, Jegenstorf und Urtenen; zum Reichsgraf erhoben.                                             |
|             | Isaak Steiger                                    | Patrizier           | Ober-Gerwern            | 1732 | 1749 | Herr zu Gerzensee |
|             | Christoph von Steiger (II.)                      | Patrizier           | Ober-Gerwern            | 1747 | 1758 | |
|             | Karl Emanuel von Wattenwyl                       | Patrizier           | Pfistern                | 1750 | 1753 | Freiherr zu Belp |
|             | Johann Anton Tillier                             | Patrizier           | Mittellöwen             | 1754 | 1771 | im Amt verstorben |
|             | Albrecht Friedrich von Erlach                    | Adel, Reichsgraf    | Distelzwang             | 1759 | 1786 | Herr zu Hindelbank, Thunstetten, Bäriswil, Seedorf, Mattstetten, Jegenstorf und Urtenen                                                                      |
|             | Friedrich Sinner                                 | Patrizier, Freiherr | Mittellöwen             | 1771 | 1791 | Freiherr zu Grandcour; im Amt verstorben |
|             | Niklaus Friedrich von Steiger                    | Patrizier           | Ober-Gerwern            | 1787 | 1798 | Herr zu Montricher; letzter regierender Schultheiss der alten Stadt und Republik Bern                                                                        |
|             | Albrecht von Mülinen                             | Adel                | Schmieden               | 1791 | 1797 | |

### 1803 bis 1831
| Bild | Schultheiss                      | Stand      | von  | bis  | Bemerkungen |
| ---- | -------------------------------- | ---------- | ---- | ---- | --- |
|      | Niklaus Rudolf von Wattenwyl     | Patrizier  | 1803 | 1831 | nominell letzter Schultheiss |
|      | Niklaus Friedrich von Mülinen    | Adel, Graf | 1805 | 1826 | wurde 1816 von Kaiser Franz I. von Österreich mit seiner Familie in den Grafenstand erhoben                                                  |
|      | Christoph Friedrich Freudenreich | Patrizier  | 1807 | 1813 | |
|      | Emanuel Friedrich von Fischer    | Patrizier  | 1827 | 1831 | letzter regierender Schultheiss der Restaurationszeit, setzte im Januar 1831 den friedlichen Übergang zum liberalen Regenerationsstaat durch |

Mit der Trennung von Stadt und Kanton Bern nach der Helvetik existierte in den Jahren 1803 bis 1831 neben dem Schultheiss der Republik Bern der Stadtschultheiss (Präsident des Stadtrates, siehe Liste der Stadtpräsidenten von Bern).

### 1831 bis 1846
| Bild | Schultheiss              | Heimatort | von  | bis  | Amtsjahre als Schultheiss          |
| ---- | ------------------------ | --------- | ---- | ---- | ---------------------------------- |
|      | Karl Friedrich Tscharner | Bern      | 1831 | 1842 | 1832 1834 1836 1838 1840 1842 1844 |
|      | Karl Anton von Lerber    | Bern      | 1832 | 1833 | 1833                               |
|      | Franz Karl von Tavel     | Bern      | 1835 | 1846 | 1835 1837                          |
|      | Karl Neuhaus             | Biel      | 1839 |      | 1839 1841 1843 1845                |